# Got Live if You Want It!
Got Live If You Want It! er det første live album fra The Rolling Stones, og det blev udgivet sent i 1966. Det blev udgivet som et resultat af kontrakten med deres amerikanske udgiver London Records, der forskrev at de skulle levere et nyt album. Bandet selv var ikke særlige glade for det og nægtede konsekvent at anerkende det, da de følte at Get Yer Ya-Ya's Out! The Rolling Stones in Concert, var deres rigtige debut live album. Titlen på albummet henviser til deres engelske, og eneste live EP udgivelse – got LIVE if you want it! fra 1965.
Optagelserne til albummet forgik efter sigende tidligt i oktober 1966 i Newcastle-upon-Tyne og Bristol under deres sidste engelske tour i tre år (til trods for at albummet hævder at indspilningerne var taget fra Royal Albert Hall). Imidlertid ligner  I'm Alright” nummeret som den version der er på got LIVE if you want it! , der blev udgivet over et år tidligere, hvilken sætter spørgsmålstegn ved hvordan indspilningerne virkeligt forgik. 
Udgivet i november – kun i USA – mens gruppen næsten var færdig med det næste album Between The Buttons, fik  Got Live if You Want It! en sjette plads i USA tidligt i 1967, og solgte guld. 

## Spor
- Alle sangene er skrevet af Mick Jagger and Keith Richards udtaget hvor andet er påført.

1. "Under My Thumb" – 2:54
2. "Get Off of My Cloud" – 2:54
3. "Lady Jane" – 3:08
4. "Not Fade Away" (Buddy Holly/Norman Petty) – 2:04
5. "I've Been Loving You Too Long" (Otis Redding/Jerry Butler) – 2:55 
  -  En studie optagelse fra 11. maj 1965 tilsat falsk skrigeri.
6. "Fortune Teller" (Naomi Neville) – 1:57 
  -  En studie optagelse fra 8 August 1963 tilsat falsk skrigeri.
7. "The Last Time" – 3:08
8. "19th Nervous Breakdown" – 3:31
9. "Time Is on My Side" (Norman Meade) – 2:49
10. "I'm Alright" (Nanker Phelge) – 2:27 
  -  En alternativ version af denne sang finde på det engelske live EP got LIVE if you want it! og det amerikanske album Out of Our Heads.
11. "Have You Seen Your Mother, Baby, Standing in the Shadow?" – 2:19
12. "(I Can't Get No) Satisfaction" – 3:05